# Канал Стрілка
Канал Стрілка — річка в Україні, у Олевському й Лельчицькому районах Житомирської й Гомельської областей. Ліва притока Канави Осмольської (басейн Прип'яті).

## Опис
Довжина річки 25 км. Площа басейну 56,0 км².

## Розташування
Бере початок на південному сході від Селезівки. Тече переважно на північний схід, перетинає українсько-білоруський кордон і у Лельчицькому районі впадає у річку Канаву Осмольську, праву притоку Прип'яті.